# Klementina Burgundská
Klementina Burgundská (1078–1133) byla hraběnkou flanderskou, hraběnkou z Lovaně a dolnolotrinskou vévodkyní.

## Život
Klementina byla jedním z mnoha potomků burgundského hraběte Viléma a Štěpánky, dcery Adalberta Lotrinského. Kolem roku 1090 byla provdána za budoucího flanderského hraběte Roberta. Z manželství se narodili dva nebo tři synové a možná i dcera. Dospělosti se dožil pouze nejstarší syn Balduin.
Rytířský hrabě Robert považoval za svou povinnost udržovat v duchu rodinné tradice vztahy k východu, a proto patřil k těm, kteří odpověděli na výzvu papeže Urbana II. a přidal se s nepříliš početným vojskem k první křížové výpravě. Klementina, propagátorka clunyjské reformy, byla po dobu manželovy nepřítomnosti jmenována flanderskou regentkou a po jeho slavném návratu ze Svaté země společně učinili nadání několika církevním institucím. Roku 1097 údajně vzpomínala kterak Duch svatý přesvědčil hraběte Roberta, aby se vydal potírat proradné Turky ozbrojenou silou.
Robert poslední roky svého života věnoval pendlování mezi znepřátelenými stranami anglického krále a krále francouzského. Byl ušlapán v bitvě u Meaux, když bojoval na straně francouzského Ludvíka VI. proti Theobaldovi z Blois. Flanderského hrabství se ujal syn Balduin.
Okolo roku 1121 se Klementina znovu provdala za ovdovělého Geoffroye z Lovaně a porodila mu syna Joscelina. Zdá se, že zemřela po roce 1133.